# Poeira inteligente
A poeira inteligente ou smartdust é um sistema hipotético de sistemas microeletromecânicos minúsculos tais como sensores, robôs, ou outros dispositivos que podem detectar, por exemplo, a luz, a temperatura, a vibração, o magnetismo ou substâncias químicas; e geralmente formam uma rede de computadores sem fio distribuída por uma área para executar certas tarefas, principalmente as mais sensíveis.

## Design e engenharia
A poeira inteligente foi uma proposta de pesquisa 
escrita ao DARPA por Kris Pister, Joe Kahn, e Bernhard Boser, da Universidade da Califórnia, Berkeley, em 1997. A proposta, que consiste na construção de nódulos de sensores sem fio cujo volume é de um milímetro cúbico, teve a verba de pesquisa aprovada em 1998.  Este projeto levou à criação de um mote menor que um grão de arroz

, e maiores dispositivos de "COTS Dust" deram início ao desenvolvimento do TinyOS em Berkeley.  O conceito de poeira inteligente emergiu pela primeira vez em uma oficina da RAND Corporation em 1992 e numa série de estudos do Departamento de Ciência e Tecnologia da Informação do DARPA em meados da década de 90. Estes estudos foram profundamente influenciados pelas pesquisas conduzidas na UCLA e na Universidade do Michigan naquela época, e também pelos autores de ficção científica Neil Stephenson e Vernor Vinge. A primeira apresentação do conceito de poeira inteligente ao público foi feita durante uma reunião da American Vacuum Society em Anaheim em 1996.
O conceito de poeira inteligente foi introduzido, desenvolvido e financiado pelo DARPA devido às aplicações militares em potencial dessa tecnologia. Este conceito foi posteriormente expandido por Kristofer S. J. Pister em 2001.. Uma revisão recente discute várias técnicas de como reduzir a poeira inteligente da rede de sensores sem fio à escala dos micrômetros.
O componente Ultra-Fast Systems do Centro de Pesquisa para a Nanoeletrônica da Universidade de Glasgow é um membro fundador de um grande consórcio internacional que foca no desenvolvimento de um conceito similar: smart specks (literalmente, cisco inteligente).